# Gefingerter Lerchensporn
Der Gefingerte Lerchensporn (Corydalis solida), auch Finger-Lerchensporn, Vollwurz-Lerchensporn oder Fester Lerchensporn genannt, ist eine Pflanzenart aus der Gattung der Lerchensporne (Corydalis) in der Unterfamilie der Erdrauchgewächse (Fumarioideae) innerhalb der Familie der Mohngewächse (Papaveraceae). Sie ist in Eurasien verbreitet.

## Beschreibung

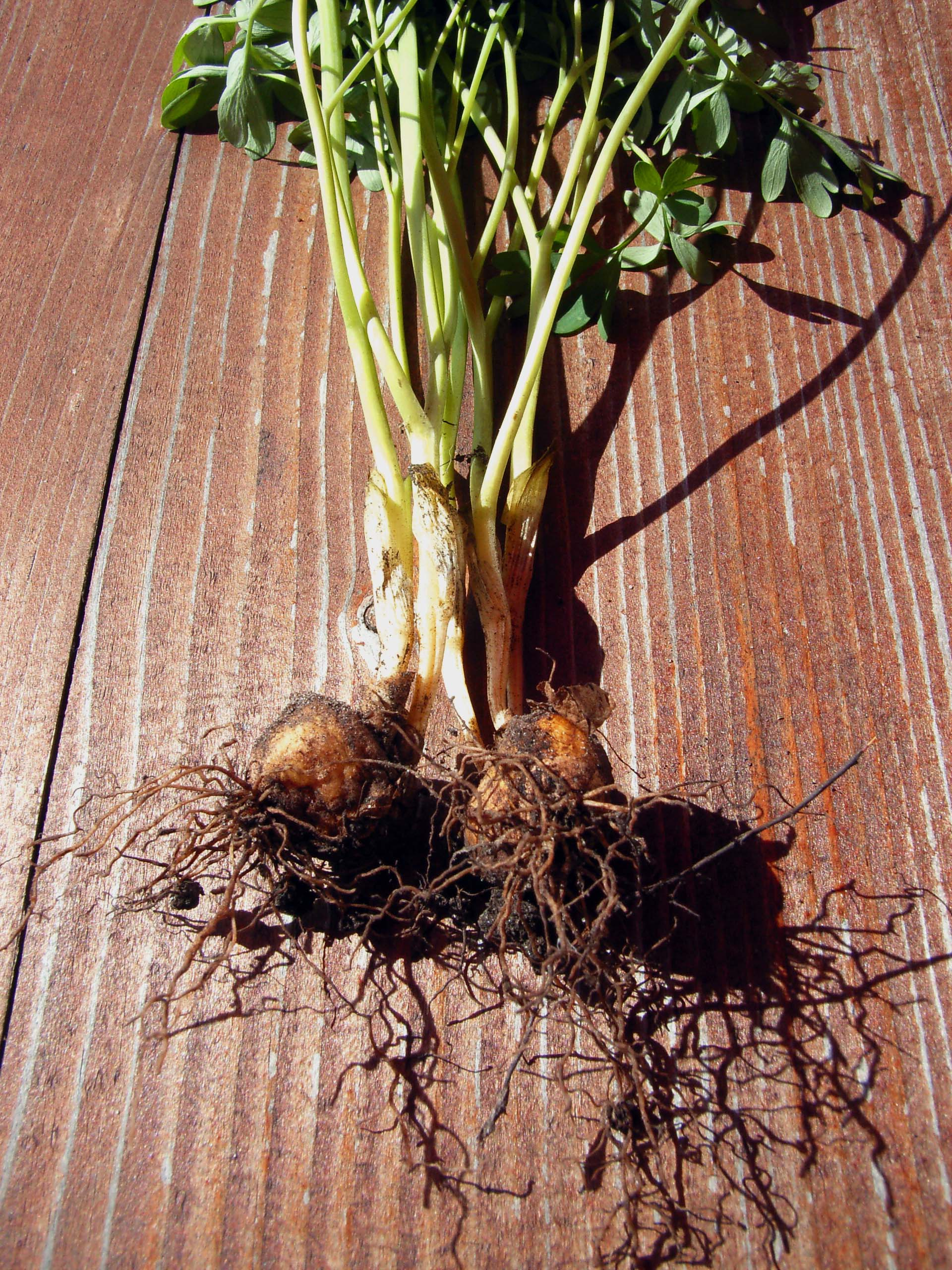
Unterirdische Pflanzenteile

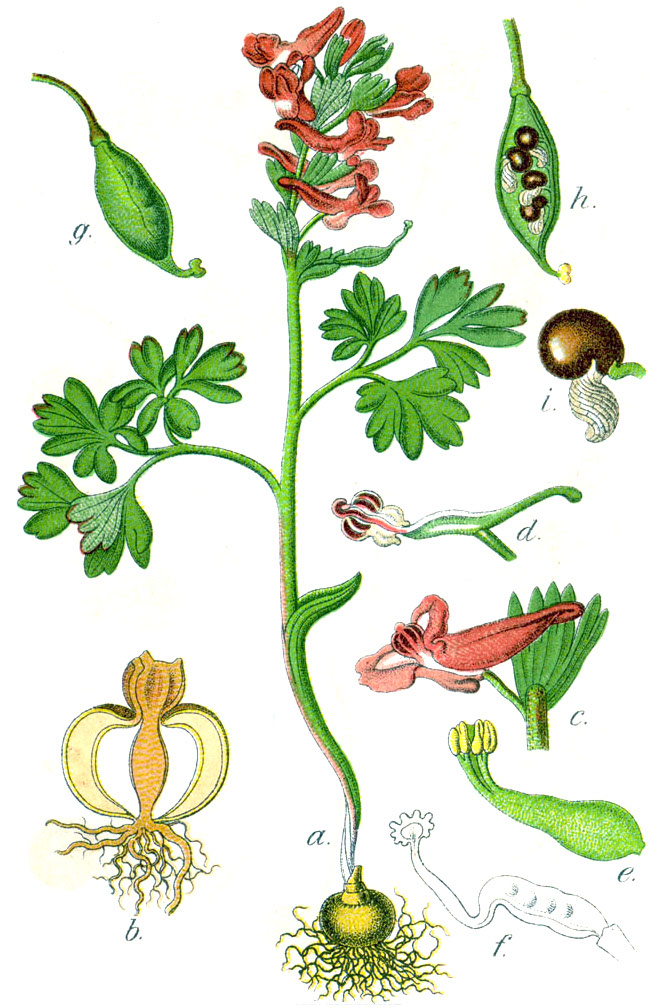
Illustration

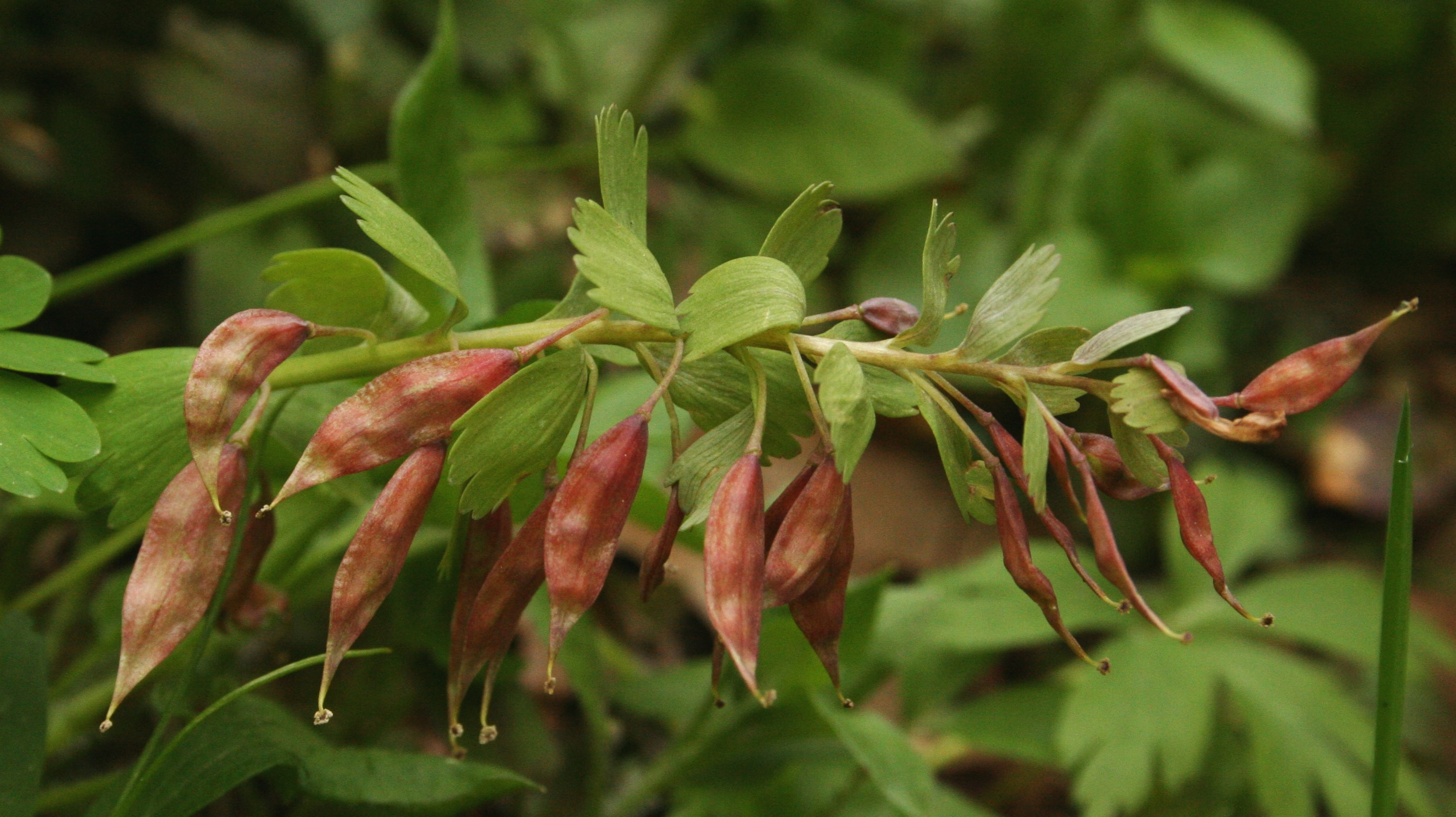
Früchte

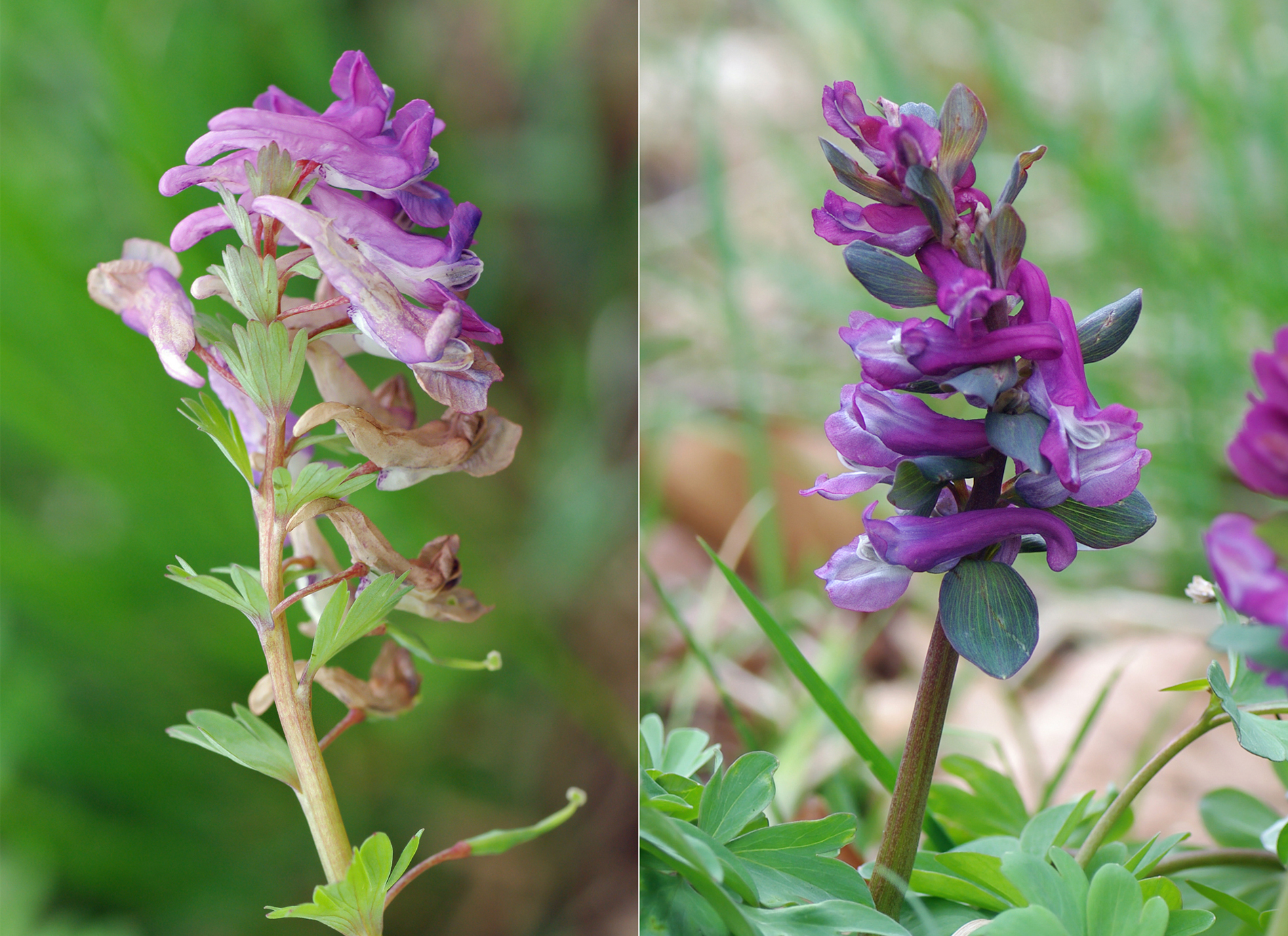
Vergleich der Blütenstände von Gefingertem (links) und Hohlem Lerchensporn; man beachte insbesondere die Tragblätter, die bei Corydalis solida fingerförmig sind, bei Corydalis cava oval und ganzrandig

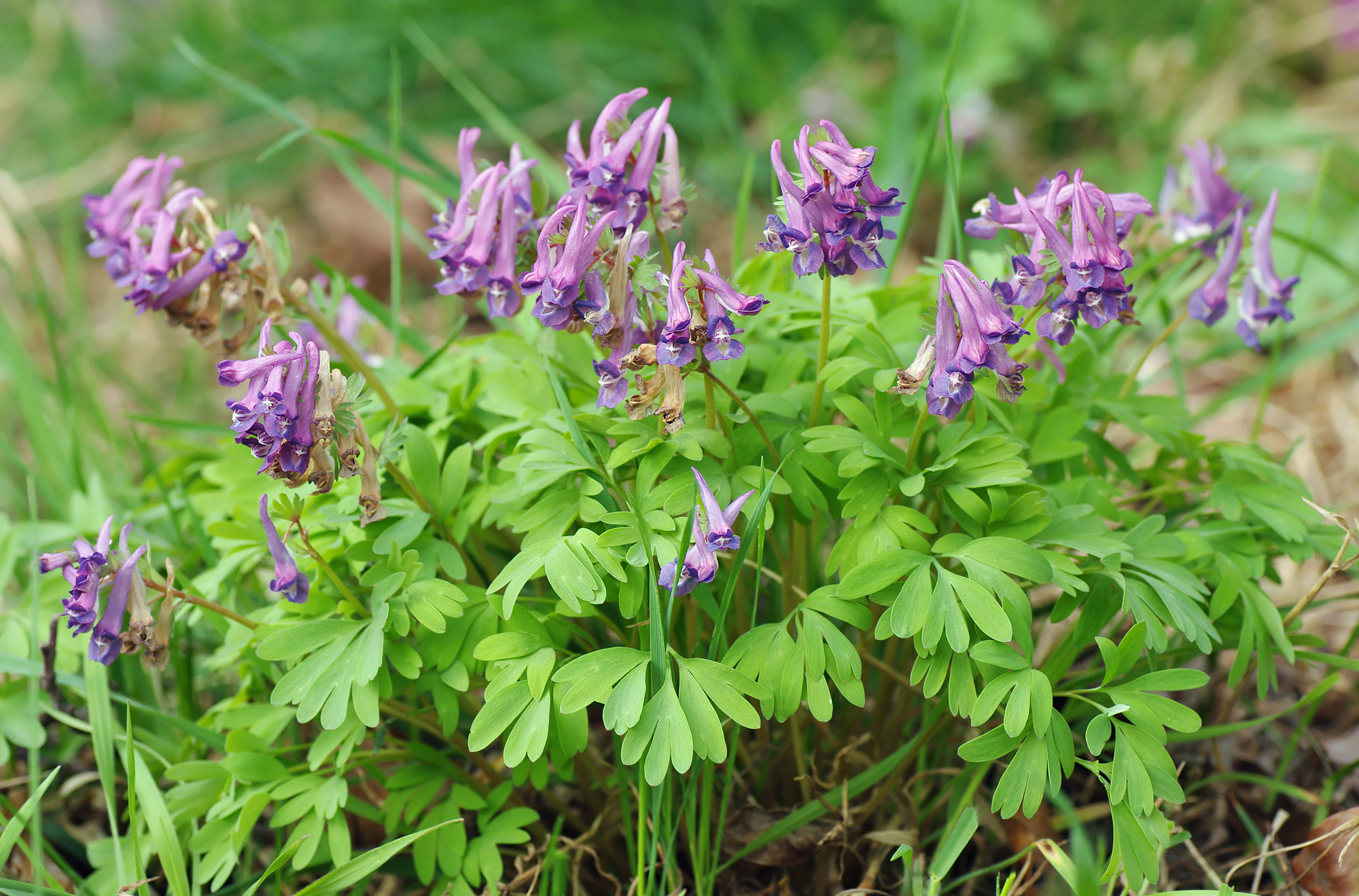
Habitus, Laubblätter und Blütenstände

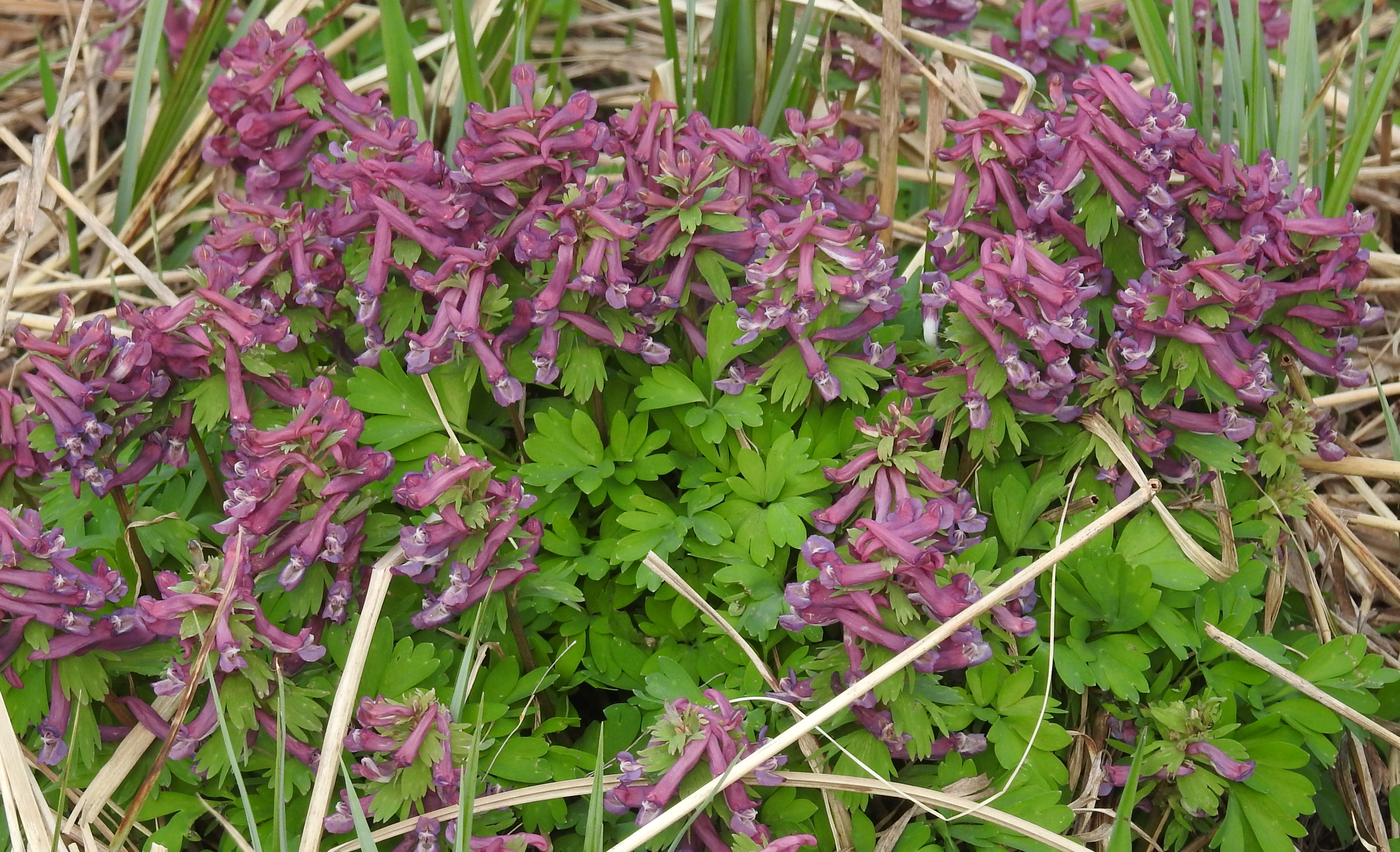
Bestand mit Laubblättern und Blütenständen

### Vegetative Merkmale
Der Gefingerte Lerchensporn wächst als horstbildende, ausdauernde, krautige Pflanze. Der kahle, aufrechte, nicht verzweigte Stängel erreicht Wuchshöhen von 10 bis zu 20, selten auch 30 Zentimetern. Dieser vorsommergrüne Geophyt besitzt eine braune, feste kugelige Wurzelknolle; darauf verweist das Artepitheton solida (lat. für „fest“). 
Am Grund der Stängel sitzt ein schuppiges Niederblatt, in dessen Achsel oft ein steriler Ast sitzt.
Die blau-grünen Laubblätter bestehen aus drei tief eingeschnittenen Teilblättchen.

### Generative Merkmale
Die Blütezeit reicht von März bis Anfang Mai. Der endständige, traubige Blütenstand enthält bis zu fünfzehn gedrängt sitzende Blüten, die im Alter leicht überhängen. Die Tragblätter der Blüten sind eiförmig-lanzettlich und durch mehrere tiefe Einschnitte in fingerförmige Zipfel unterteilt (daher der deutsche Name Gefingerter Lerchensporn).
Die zwittrigen Blüten sind bei einer Länge von 10 und 20 Millimetern zygomorph. Kelchblätter fehlen. Die Farbe der Blütenkronblätter variiert von hellblau über blass-lila bis zu stumpfem Purpurrot, selten sind sie auch weiß oder hellrot. Die Oberlippe der Blüte ist breit ausgerandet und besitzt einen flachen Saum. Die inneren Kronblätter sind auf dem Rücken flügelig gekielt und besitzen einen über die Spitze hinausgehenden Flügel. Der Sporn ist gerade und etwa so lang wie die restliche Blüte.
Die Frucht ist eine etwa 1,5 bis 2 Zentimeter lange, hängende, scheidewandlose, zweiklappige Schote, die mehrere Samen enthält. Die schwarzen Samen sind nierenförmig.

## Ökologie
Beim Gefingerten Lerchensporn handelt es sich um einen vorsommergrünen, hygromorphen Geophyten.
Bis der Gefingerte Lerchensporn das erste Mal blüht, vergehen in der Regel mehrere Jahre. In der Sonne duftet der Gefingerte Lerchensporn stark. Die Bestäubung erfolgt durch Insekten. Dabei haben aber nur langrüsselige Insekten eine Chance, an den im Sporn des oberen Kronblattes verborgenen Nektar zu gelangen. Die kurzrüssligen Hummeln wählen daher oft eine Abkürzung und beißen den Sporn von außen auf.
Die Diasporen werden durch Ameisen ausgebreitet (Myrmechorie). Dies wird durch Samenanhängsel (sogenannte Ölkörper) bewirkt, welche den Ameisen als Nahrung dienen. Die Ameisen schleppen die Samen in ihren Bau und nach dem der Ölkörper verzehrt ist, werden die Reste aus dem Bau entfernt. Nun können die Samen bei günstigen Bedingungen keimen.
Der Gefingerte Lerchensporn ist Nektarlieferant für den Zitronenfalter und Futterpflanze für die Raupe des Schwarzen Apollofalters.

## Vorkommen und Gefährdung
Der Gefingerte Lerchensporn ist ein europäisches Florenelement. Er ist in Mittel- und Nordeuropa sowie in Westasien (algerischer Atlas, Taurusgebirge und Libanon) verbreitet. Sein Areal erstreckt sich im Westen bis zu den Pyrenäen; nordwärts bis zum südöstlichen Schweden, südlichen Finnland und bis ins nördliche Russland; die Ostgrenze liegt im Wolga-Gebiet; im Süden kommt er nur in den europäischen Gebirgen vor.
Er fehlt im mitteleuropäischen Tiefland, in den Mittelgebirgen mit Kalkgestein und im östlichen Teil Süddeutschlands in großen Gebieten, ebenso in den Nördlichen Kalkalpen und in den Zentralalpen; sonst ist er in Mitteleuropa sehr selten, er bildet dort aber an seinen Standorten meist individuenreiche Bestände.
Der Gefingerte Lerchensporn gedeiht am besten auf etwas feuchten, leichten, lockeren, mullreichen, aber kalkarmen Lehmböden. Der Gefingerte Lerchensporn gedeiht in Niederungen und in Höhenlagen bis zu 2200 Metern. Im Kanton Wallis eine Höhenlage von bis zu 2200 Meter erreicht er. Er gedeiht in Mitteleuropa vor allem in lichten Laubmischwäldern, Waldrändern, Gebüschen und auch in warmen Auwäldern. An halbschattigen Standorten tritt er oft in größeren Gruppen auf, die aber selten bestandsbildend sind. Er gedeiht in Mitteleuropa besonders in Pflanzengesellschaften der Verbände Carpinion, Fagion, Alliarion oder der Ordnung Prunetalia, aber auch im Geranio-Allietum des Verbands Fumario-Euphorbion kommt er vor.
Der Gefingerte Lerchensporn ist wesentlich seltener als der Hohle Lerchensporn. In Deutschland wird er in den Bundesländern Sachsen und Niedersachsen in der Roten Liste der bedrohten Pflanzenarten als „gefährdet“ eingestuft. Insgesamt gilt er in Deutschland aber als „ungefährdet“.
Entsprechend den ökologischen Zeigerwerten nach Ellenberg weist diese Schattenpflanze auf warmgemäßigtes See-/Kontinentales-Übergangsklima und gleichmäßig feuchte Gebiete hin. Das Vorkommen des Gefingerten Lerchensporns lässt auf nicht-saure, stickstoffreiche Böden schließen.
Die ökologischen Zeigerwerte nach Landolt et al. 2010 sind in der Schweiz: Feuchtezahl F = 2+ (frisch), Lichtzahl L = 2 (schattig), Reaktionszahl R = 3 (schwach sauer bis neutral), Temperaturzahl T = 3+ (unter-montan und ober-kollin), Nährstoffzahl N = 3 (mäßig nährstoffarm bis mäßig nährstoffreich), Kontinentalitätszahl K = 3 (subozeanisch bis subkontinental).

## Systematik
Die Erstveröffentlichung erfolgte 1753 unter dem Namen Fumaria bulbosa var. solida L. (Basionym) durch Carl von Linné in Species Plantarum, Tomus II, S. 699. Die Neukombination zu Corydalis solida (L.) Clairv. wurde 1811 durch Joseph Philippe de Clairville in Manuel d'Herborisation en Suisse et en Valais. S. 371 veröffentlicht. Weitere Synonyme für Corydalis solida (L.) Clairv. sind: Corydalis bulbosa (L.) DC. nom. rej., Fumaria bulbosa L. nom. rej., Fumaria halleri Willd.
Je nach Autor gibt es mehrere Unterarten von Corydalis solida:
- Corydalis solida subsp. incisa Lidén (Syn.: Corydalis tenuis Schott et al., Corydalis balcanica Velen.): Sie kommt in den Gebirgen der Balkanhalbinsel in Kroatien, Serbien, Bulgarien, Albanien, Montenegro, Nordmazedonien, Griechenland und in der europäischen Türkei vor.[7] Die Chromosomenzahl beträgt 2n = 16.[8]
- Corydalis solida subsp. oligantha (Trinajstić) Greuter & Burdet: Diese Neukombination erfolgte 1989. Dieser Endemit kommt nur auf der Insel Brač in Kroatien vor.[7][9]
- Corydalis solida L. subsp. solida (Syn.: Corydalis slivenensis Velen., Corydalis solida subsp. slivenensis (Velen.) Hayek, Pistolochia slivenensis (Velen.) Holub, Corydalis bicalcarata Velen., Corydalis pirotensis Adamović)[7] Die Chromosomenzahl beträgt 2n = 16.[8]
- Corydalis solida subsp. subremota Popov ex Lidén & Zetterlund: Sie kommt in Sibirien und in der Region Krasnojarsk vor.

Keine Unterart ist:
- Corydalis solida subsp. laxa (Fries) Nordstedt: Sie wird als Hybride von Corydalis pumila × Corydalis solida angesehen und kommt vorwiegend in Schweden vor.[9]

Nicht mehr zu dieser Art gehört:
- Corydalis solida subsp. densiflora (C.Presl) Hayek → Corydalis densiflora C.Presl: Sie kommt nur in Süditalien, Sizilien und Algerien vor.[7]

## Toxikologie
Der Gefingerte Lerchensporn enthält, vor allem in der Knolle, giftige Alkaloide. Es handelt sich um etwa 20 verschiedene Isochinolin-Alkaloide, die mittel bis stark giftig sind. Das toxikologisch bedeutsamste Alkaloid ist das (S)-Bulbocapnin.

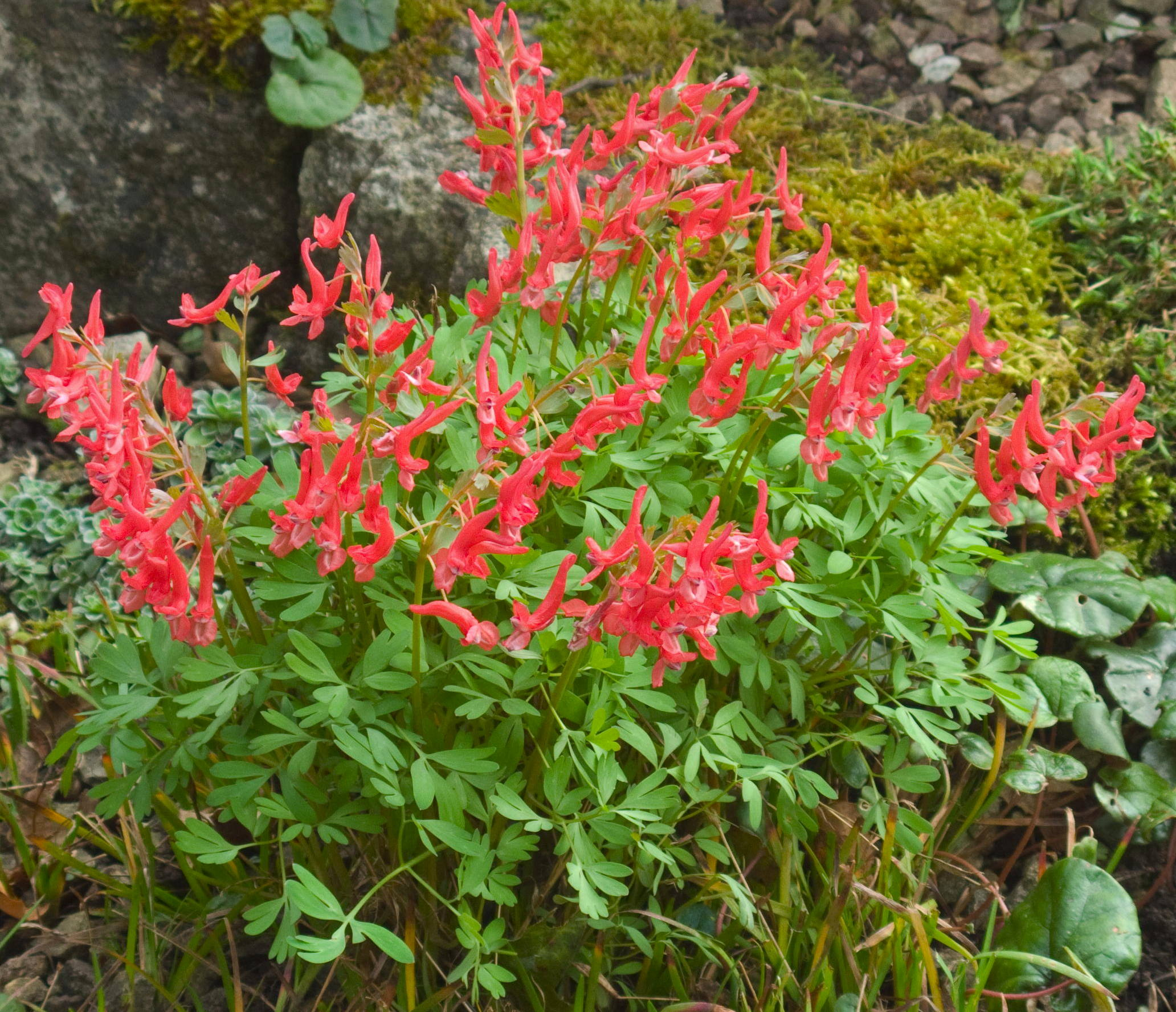
Die Sorte ‘George Baker’

## Verwendung
In der chinesischen Medizin wird der Gefingerte Lerchensporn seit mehr als 1000 Jahren als Schmerzmittel eingesetzt. Die Wirkstoffe der Knolle werden in der Naturheilkunde als antibakteriell, beruhigend, nervenstärkend, krampflösend und halluzinogen angegeben.
Gelegentlich wird der Gefingerte Lerchensporn auch als Zierpflanze in Gärten und Parks genutzt. Er erobert auch schwierige Flächen schnell. Er „benötigt“ nährstoffreiche Humusböden mit milder Feuchte.